# Zarah Leander

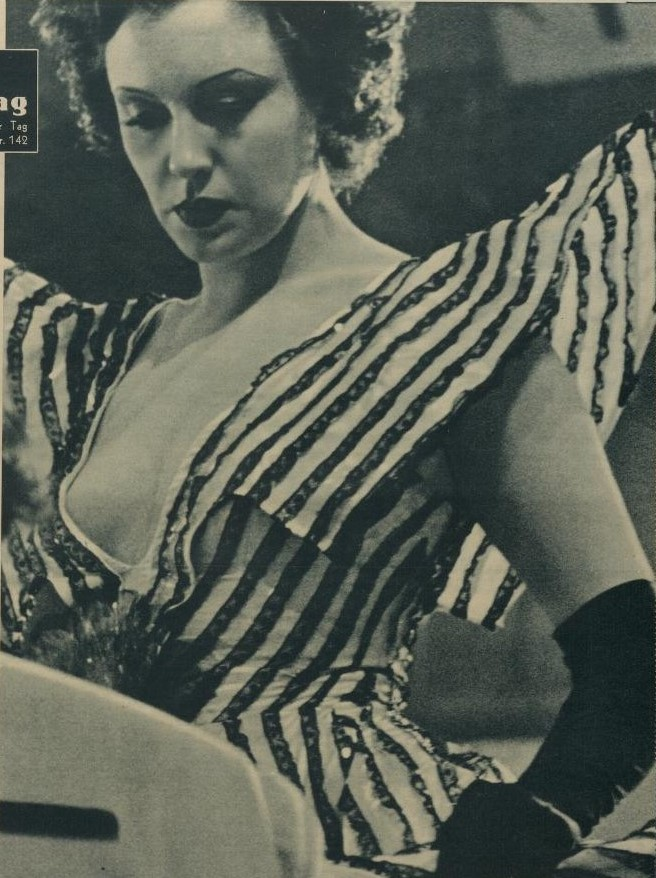
Zarah Leander (1936)

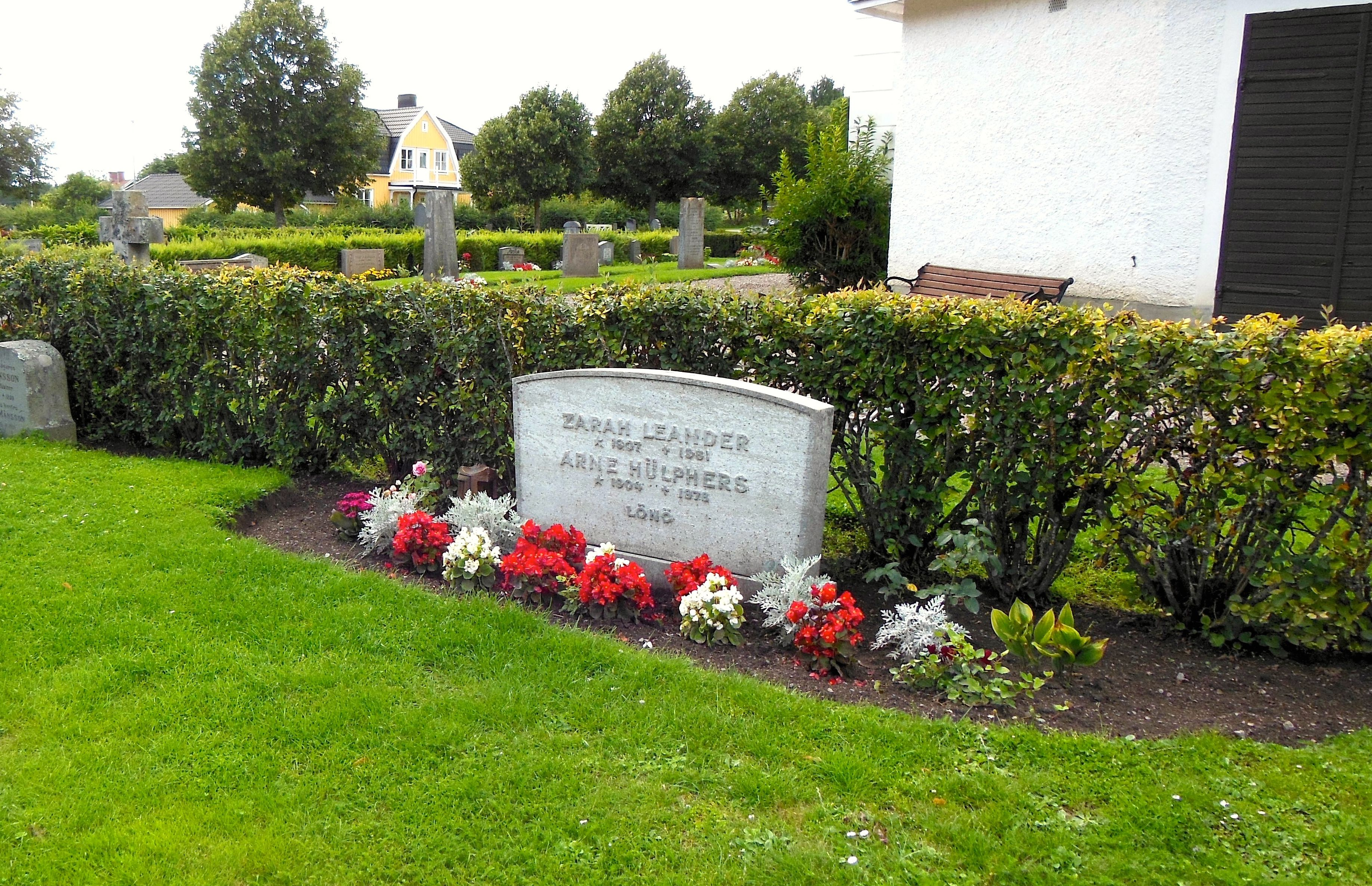
Grób Zarah Leander i jej męża w Häradshammar

Zarah Leander (ur. jako Sara Stina Hedberg 15 marca 1907 w Karlstad, zm. 23 czerwca 1981 w Sztokholmie) – szwedzka aktorka i piosenkarka, która stała się pomnikiem kobiecego powabu w kinematografii nazistowskich Niemiec.

## Życiorys
W wieku 16 lat wyszła za aktora Nilsa Leandera, nałogowego alkoholika, którego wkrótce porzuciła. Po sukcesie w wiedeńskiej komedii muzycznej, w 1937 podpisała korzystny kontrakt z wytwórnią filmową UFA zajmując miejsce Grety Garbo i Marleny Dietrich po ich wyjeździe do Hollywood. Gwiazda hitlerowskich Niemiec. W latach 1937–1943 nakręciła dziesięć filmów. Na początku lat 40. była najlepiej opłacanym i najważniejszym pracownikiem wytwórni UFA.
Nigdy nie była zwolenniczką nazizmu. Starała się trzymać na uboczu polityki i propagandy. Wśród berlińskich artystów znana była z ekstrawaganckiego stylu bycia, wystawnych i hucznych przyjęć, co budziło złość nazistowskich notabli. Z powodu nasilającej się presji politycznej i zniszczenia jej willi w Berlinie - Dahlem podczas nalotu, opuściła Niemcy w 1943 i wycofała się do swojej posiadłości Lönö w Szwecji. Ówczesne władze były oburzone tym krokiem, a jej filmy i płyty zostały zakazane. Nie była też mile widziana w swojej ojczyźnie i uważano ją za zdrajczynię, szpiega i sabotażystkę.
Po wojnie w 1948 ponownie grała w produkcjach niemieckich, a w 1958 przeżyła kolejny ważny moment w swojej długiej karierze jako „Madame Scandaleuse” w musicalu Petera Kreudera pod tym samym tytułem w wiedeńskim Raimund Theatre. W latach 60. specjalnie dla niej stworzono musicale „Dama z Paryża” i „Wódka dla królowej”.
W 1978 powróciła na scenę w szwedzkiej produkcji musicalu Stephena Sondheima „Uśmiech letniej nocy”. Miesiąc po premierze doznała pierwszego wylewu krwi do mózgu. Nigdy nie wyzdrowiała po drugim udarze, który miał miejsce w maju 1981 i zmarła w czerwcu następnego roku w wieku 74 lat.

## Filmografia
- 1930 – Dantes Mysterier
- 1931 – Falska Millionären
- 1935 – Äktenskapsleken
- 1936 – Premiere (jej pierwszy film w Niemczech)
- 1937 – Zu neuen Ufern
- 1937 – La Habanera
- 1938 – Heimat
- 1938 – Der Blaufuchs
- 1939 – Es war eine rauschende Ballnacht
- 1939 – Das Lied der Wüste
- 1940 – Das Herz der Königin
- 1941 – Der Weg ins Freie
- 1942 – Die große Liebe
- 1942 – Damals
- 1950 – Gabriela
- 1952 – Cuba Cabana
- 1953 – Ave Maria
- 1954 – Bei Dir war es immer so schön
- 1959 – Der blaue Nachtfalter
- 1964 – Das Blaue vom Himmel (TV-Film)
- 1966 – Das gewisse Etwas der Frauen

## Operetki i musicale
- 1931 – Ferenc Lehár, Wesoła wdówka
- 1936 – Ralph Benatzky, Axel an der Himmelstür (jako Gloria Mills)
- 1958 – Ernst Nebhut, Peter Kreuder, Madame Scandaleuse (jako Helene)
- 1960 – Oscar Straus, Eine Frau, die weiß, was sie will (jako Manon Cavallini)
- 1964 – Karl Farkas, Peter Kreuder, Lady aus Paris (jako Mrs. Erlynne)
- 1968 – Peter Thomas, Ika Schafheitlin, Helmuth Gauer, Wodka für die Königin (jako Königin Aureliana)
- 1975 – Stephen Sondheim, Hugh Wheeler, Das Lächeln einer Sommernacht (jako Madame Arnfeldt)